# Boophis baetkei
Boophis baetkei es una especie de anfibio anuro de la familia Mantellidae.

## Distribución geográfica
Esta especie es endémica del parque nacional Amber Mountain en Madagascar. Habita a unos 470 m de altitud.

## Descripción
Boophis baetkei mide aproximadamente 30 mm. Su parte posterior es de color verde translúcido con pequeñas manchas rojizas o purpurinas. Una línea longitudinal de color rosa dorado está presente. Su vientre es blanco; Su garganta es amarillenta.

## Etimología
Su nombre de especie, baetkei, le fue dado en referencia a Claus Bätke, miembro de la GTZ y líder en el programa Tropenökologisches Begleitprogramm, por su inversión personal en el lanzamiento del Biopat

## Publicación original
- Köhler, Glaw & Vences, 2008 : Two additional treefrogs of the Boophis ulftunni species group (Anura: Mantellidae) discovered in rainforests of northern and south-eastern Madagascar. Zootaxa, n.º 1814, p. 37-48[6]